# .ca
.ca este un domeniu de internet de nivel superior, pentru Canada (ccTLD).